# Ministerio del Poder Popular del Despacho de la Presidencia y Seguimiento de la Gestión de Gobierno
El Ministerio del Poder Popular del Despacho de la Presidencia y Seguimiento de la Gestión de Gobierno es uno de los organismos que conforman el gabinete ejecutivo del gobierno venezolano. Por medio del decreto nacional N° 9.229, fue modificado de Despacho de la Presidencia a Despacho de la Presidencia y Seguimiento de la Gestión del Gobierno.
El ministerio es un ente dependiente directamente de las órdenes del Presidente de Venezuela. Se encuentra ubicado en la Av. Urdaneta, Esquina de Bolero, Palacio de Miraflores, Caracas, Venezuela. Esta administración tiene la finalidad de actuar como órgano auxiliar y coordinador de la Presidencia.

## Estructura del Ministerio
- Despacho del Viceministro Protocolo y Agenda Presidencial
- Despacho del Viceministro de Seguimiento e Inspección de la Gestión de Gobierno
- Despacho del Viceministro de Asuntos para la Paz
- Despacho del Viceministro para la Suprema Felicidad Social del Pueblo[3]

### Órganos y entes adscritos al ministerio
- Misiones Bolivarianas

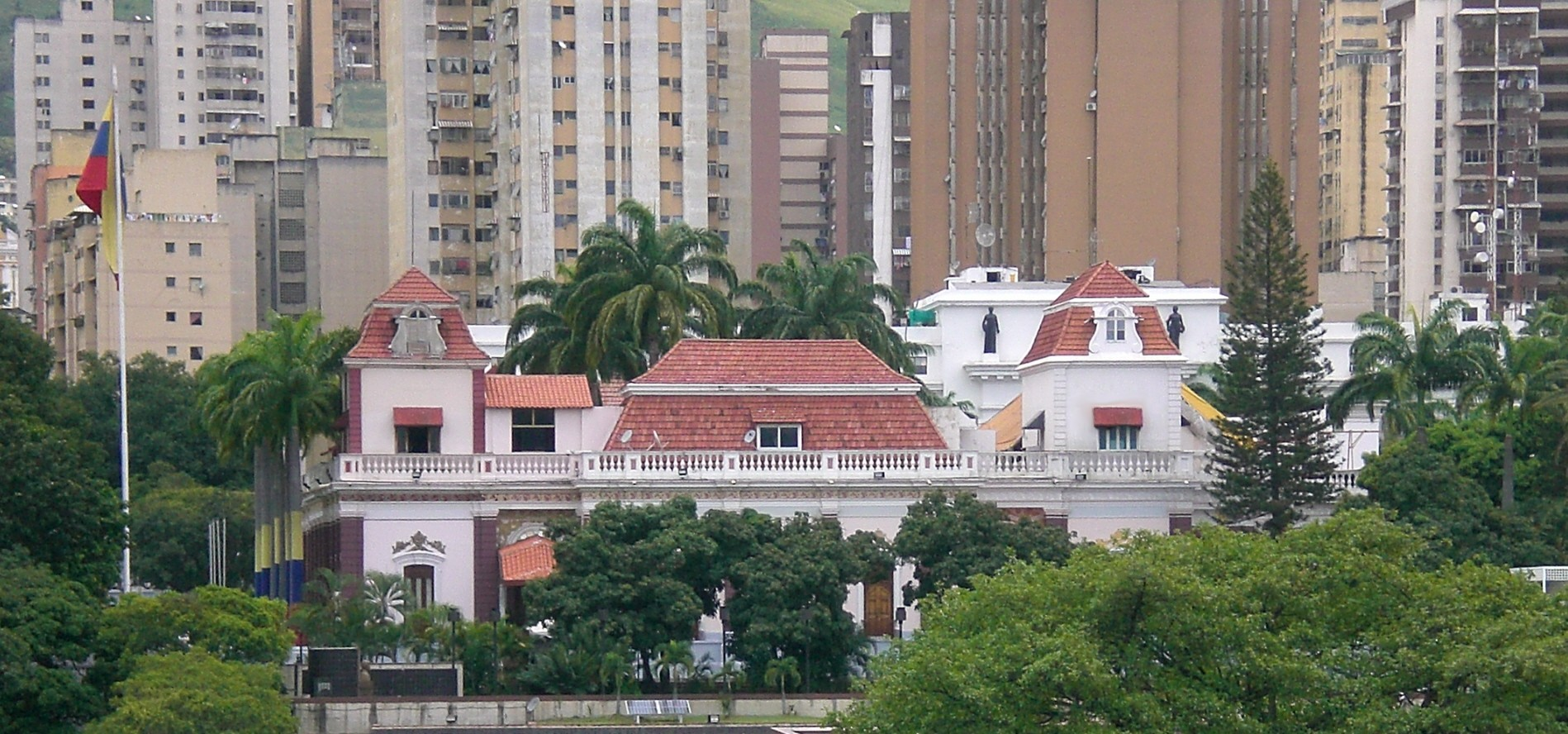
Palacio de Miraflores, sede de la Secretaría de la Presidencia de la República Bolivariana de

- Oficina Presidencial de Planes y Proyectos Especiales
- Fundación Pueblo Soberano
- Instituto Nacional de Estadística de Venezuela
- Instituto Autónomo de los Servicios Sociales INASS
- Instituto Autónomo de Derechos de Niños Niñas y Adolescentes IDENNA
- Fundación Misión Negra Hipólita

- Sistema Nacional de las Orquestas Juveniles e Infantiles de Venezuela (El Sistema)

## Historia
En 1976 se plantea reorganizar el aparato administrativo del Estado Venezolano. En este sentido, se le otorga el rango de ministerio a la Secretaría de la Presidencia, en el marco de la Ley Orgánica de la Administración Central promulgada en 1977, cuando surge formalmente el ministerio.
En 2002, el organismo se establece como Ministerio del Despacho de la Presidencia, y en 2007 adquiere el carácter de un Ministerio del Poder Popular, para años después establecerse como Ministerio del Poder Popular para el Despacho de la Presidencia y Seguimiento de la Gestión de Gobierno.

## Ministros
| Ministros del Despacho de la Presidencia de Venezuela |                                 |                                              |                         |       |
| Orden                                                 | Nombre                          | Período                                      | Presidente              | Ref.  |
| 1                                                     | Rafael González Delgado         | 1887 - 1888                                  | Hermógenes López        |       |
| 1                                                     | Celestino Peraza                | 1899                                         | Cipriano Castro         |       |
| 2                                                     | Julio Torres Cárdenas           | 1899 - 1906                                  | Cipriano Castro         |       |
| 3                                                     | Lucio Baldó                     | 1906                                         | Cipriano Castro         |       |
| 4                                                     | José Rafael Revenga Pereida     | 1906 - 1907                                  | Cipriano Castro         |       |
| 5                                                     | Rafael Gárbiras Guzmán          | 1907 - 1908                                  | Cipriano Castro         |       |
| 6                                                     | Leopoldo Baptista               | 1908                                         | Cipriano Castro         |       |
| 1                                                     | Leopoldo Baptista               | 1908-1909                                    | Juan Vicente Gómez      |       |
| 2                                                     | Antonio Pimentel                | 1909-1910                                    | Juan Vicente Gómez      |       |
| 3                                                     | Francisco González Guinán       | 1910-1913                                    | Juan Vicente Gómez      |       |
| 4                                                     | Ezequiel Vivas                  | 1913-1922                                    | Juan Vicente Gómez      |       |
| 5                                                     | Enrique Urdaneta Maya           | 1922-1925                                    | Juan Vicente Gómez      |       |
| 6                                                     | Francisco Baptista Galindo      | 1925-1935                                    | Juan Vicente Gómez      |       |
| 1                                                     | Francisco Jose Parra Márquez    | 1936                                         | Eleazar López Contreras |       |
| 2                                                     | Diógenes Escalante              | 1936 - 1938                                  | Eleazar López Contreras |       |
| 3                                                     | Alfonso Mejía                   | 1938 - 1941                                  | Eleazar López Contreras |       |
| 1                                                     | Arturo Uslar Pietri             | 1941 - 1943                                  | Isaías Medina Angarita  |       |
| 2                                                     | Ángel Biaggini                  | 1943                                         | Isaías Medina Angarita  |       |
| 3                                                     | Arturo Uslar Pietri             | 1943                                         | Isaías Medina Angarita  |       |
| 4                                                     | Pedro Sotillo                   | 1943 - 1945                                  | Isaías Medina Angarita  |       |
| 1                                                     | Luis Beltrán Prieto Figueroa    | 1945-1947                                    | Rómulo Betancourt       |       |
| 2                                                     | José Giacoppini Zárraga         | 1947-1948                                    | Rómulo Betancourt       |       |
| 1                                                     | Gonzalo Barrios                 | 1948                                         | Rómulo Gallegos         |       |
| 1                                                     | Raúl Soulés Baldó               | 1952 - 1958                                  | Marcos Pérez Jiménez    |       |
| 1                                                     | Ramón José Velásquez            | 1959 - 1963                                  | Rómulo Betancourt       |       |
| 2                                                     | Raúl Soulés Baldó               | 1963 - 1964                                  | Rómulo Betancourt       |       |
| 1                                                     | Manuel Mantilla                 | 1964 - 1969                                  | Raúl Leoni              |       |
| 1                                                     | Luis Alberto Machado            | 1969 - 1974                                  | Rafael Caldera          |       |
| 1                                                     | Ramón Escovar Salom             | 1974 - 1975                                  | Carlos Andrés Pérez     |       |
| 2                                                     | Efraín Schacht Aristeguieta     | 1975 - 1976                                  | Carlos Andrés Pérez     |       |
| 3                                                     | José Luis Salcedo Bastardo      | 1976 - 1977                                  | Carlos Andrés Pérez     |       |
| 4                                                     | Carmelo Lauría                  | 1977 - 1979                                  | Carlos Andrés Pérez     |       |
| 1                                                     | Gonzalo García Bustillos        | 1979 - 1984                                  | Luis Herrera Campins    |       |
| 1                                                     | Simón Alberto Consalvi          | 1984 - 1985                                  | Jaime Lusinchi          |       |
| 2                                                     | Carmelo Lauría                  | 1985 - 1988                                  | Jaime Lusinchi          |       |
| 3                                                     | Carlos Croes                    | 1988 - 1989                                  | Jaime Lusinchi          |       |
| 1                                                     | Reinaldo Figueredo Planchart    | 1989                                         | Carlos Andrés Pérez     |       |
| 2                                                     | Jesús Carmona                   | 1989 - 1990                                  | Carlos Andrés Pérez     |       |
| 3                                                     | Armando Durán                   | 1990 - 1991                                  | Carlos Andrés Pérez     |       |
| 4                                                     | Beatrice Rangel Mantilla        | 1991 - 1992                                  | Carlos Andrés Pérez     |       |
| 5                                                     | Celestino Armas                 | 1992 - 1993                                  | Carlos Andrés Pérez     |       |
| 1                                                     | Ramón Espinoza                  | 1993 - 1994                                  | Ramón José Velásquez    |       |
| 1                                                     | Andrés Caldera Pietri           | 1994 - 1996                                  | Rafael Caldera          |       |
| 2                                                     | Asdrúbal Aguiar                 | 1996 - 1998                                  | Rafael Caldera          |       |
| 3                                                     | José Guillermo Andueza          | 1998 - 1999                                  | Rafael Caldera          |       |
| 1                                                     | Alfredo Antonio Peña            | 1999                                         | Hugo Chávez             |       |
| 2                                                     | Francisco Rangel Gómez          | 1999 - 2000                                  | Hugo Chávez             |       |
| 3                                                     | Elias Jaua                      | 2000 - 2001                                  | Hugo Chávez             |       |
| 4                                                     | Diosdado Cabello                | 2001                                         | Hugo Chávez             |       |
| 5                                                     | Rafael Vargas Medina            | 2002                                         | Hugo Chávez             |       |
| 6                                                     | Carlos Eduardo Martínez Mendoza | 2003                                         | Hugo Chávez             |       |
| 7                                                     | Adán Chávez                     | 2003                                         | Hugo Chávez             |       |
| 8                                                     | Rodrigo Chaves                  | 2004                                         | Hugo Chávez             |       |
| 9                                                     | Manuel Barroso                  | 2004                                         | Hugo Chávez             |       |
| 10                                                    | Luis Torcatt                    | 2005                                         | Hugo Chávez             |       |
| 11                                                    | Haiman El Troudi                | 2005                                         | Hugo Chávez             |       |
| 12                                                    | Delcy Eloina Rodríguez Gómez    | 2006                                         | Hugo Chávez             |       |
| 13                                                    | Adán Chávez                     | 2006                                         | Hugo Chávez             |       |
| 14                                                    | Hugo Cabezas                    | 2007                                         | Hugo Chávez             |       |
| 15                                                    | Erika Farías                    | 2007                                         | Hugo Chávez             |       |
| 16                                                    | Jesse Chacón Escamillo          | 2008                                         | Hugo Chávez             |       |
| 17                                                    | Héctor Rodríguez                | 2008                                         | Hugo Chávez             |       |
| 18                                                    | Luis Reyes Reyes                | 2009                                         | Hugo Chávez             |       |
| 19                                                    | Isis Ochoa                      | 2010                                         | Hugo Chávez             |       |
| 20                                                    | María Godoy                     | 2010                                         | Hugo Chávez             |       |
| 21                                                    | Francisco Ameliach              | 2010 - 2011                                  | Hugo Chávez             |       |
| 22                                                    | Erika Farías                    | 2011 - 2012                                  | Hugo Chávez             |       |
| 23                                                    | Carmen Teresa Meléndez Rivas    | 2012 - 2013                                  | Hugo Chávez             |       |
| 1                                                     | Carmen Teresa Meléndez Rivas    | 2013                                         | Nicolás Maduro          |       |
| 2                                                     | Wilmer Barrientos               | 2013 - 2014                                  | Nicolás Maduro          |       |
| 3                                                     | Hugo Cabezas                    | 2014                                         | Nicolás Maduro          |       |
| 4                                                     | Carlos Alberto Osorio Zambrano  | 2014 - 2015                                  | Nicolás Maduro          | [ 5 ] |
| 5                                                     | Carmen Teresa Meléndez Rivas    | 2015                                         | Nicolás Maduro          | [ 6 ] |
| 6                                                     | Jesús Rafael Salazar Velásquez  | 2016                                         | Nicolás Maduro          | [ 6 ] |
| 7                                                     | Carmen Teresa Meléndez Rivas    | 2016 - 2017                                  | Nicolás Maduro          | [ 6 ] |
| 8                                                     | Carlos Alberto Osorio Zambrano  | 2017                                         | Nicolás Maduro          | [ 7 ] |
| 9                                                     | Erika Farías                    | 21 de septiembre al 3 de noviembre de 2017   | Nicolás Maduro          | [ 8 ] |
| 10                                                    | Jorge Elieser Márquez           | 3 de noviembre de 2017 - 22 de abril de 2024 | Nicolás Maduro          | [ 9 ] |
| 11                                                    | Aníbal Coronado                 | 22 de abril de 2024 - 10 de enero de 2025    | Nicolás Maduro          |       |
| 12                                                    | Aníbal Coronado                 | 10 de enero de 2025 - actualidad             | Nicolás Maduro          |       |